# Schismatoglottis schottii
Schismatoglottis schottii là một loài thực vật có hoa trong họ Ráy (Araceae). Loài này được Bogner & Nicolson miêu tả khoa học đầu tiên năm 1979.